# Италијански институт за културу у Београду
Италијански институт за културу је институција Републике Италије која се бави културним активностима у Србији. Налази се у улици Кнеза Милоша 56 у Београду.

## Историја
Италијански институт за културу је основан 1940. године. Након дугог периода прекида присуства италијанске културе у Београду, који су узроковали ратни и послератни догађаји, поново је почео са радом 1965. заузимајући просторије у центру града на Обилићевом венцу. Године 1972. је пресељен у Његошеву 47, у зграду која је изграђена 1920, у централној зони Београда. Институт је заузимао први и други спрат зграде. Од јануара 2006. се налази у привременом седишту у улици Крунска 9, а од 1. јула 2006. у некадашњој згради Амбасаде Албаније у централној улици Кнеза Милоша 56. Од 2016. године је делокруг активности Италијанског института за културу у Београду, у циљу промовисања и ширења италијанског језика и културе, проширен на Црну Гору и од марта 2022. на Северну Македонију. Италијански институт за културу у Београду је први покренуо примену нових прописа који дозвољавају акредитације на нерезиденцијалној основи Италијанских института за културу. Организује курсеве италијанског језика и културе у просторијама Института или изван њих, сертификацију италијанског језика, курсеве за усавршавање професора италијанског језика, пружа информације о стипендијама Владе Италије и садржи библиотеку која је на располагању полазницима и свим уписаним члановима за консултовање и изнајмљивање књига. Међу најзначајније фестивале на којима је учествовао су Међународни позоришни фестивал Битеф, Музички фестивал Бемус, Београдски летњи фестивал Белеф, Филмски фестивал ФЕСТ, Београдски фестивал игре и Београдски сајам књига на коме учествује сваке године са својим штандом књига.